# Alfred Newton
Alfred Newton (11 de junio de 1829 - 7 de junio de 1907 en Ginebra, Suiza) fue un zoólogo y ornitólogo inglés. 

## Biografía

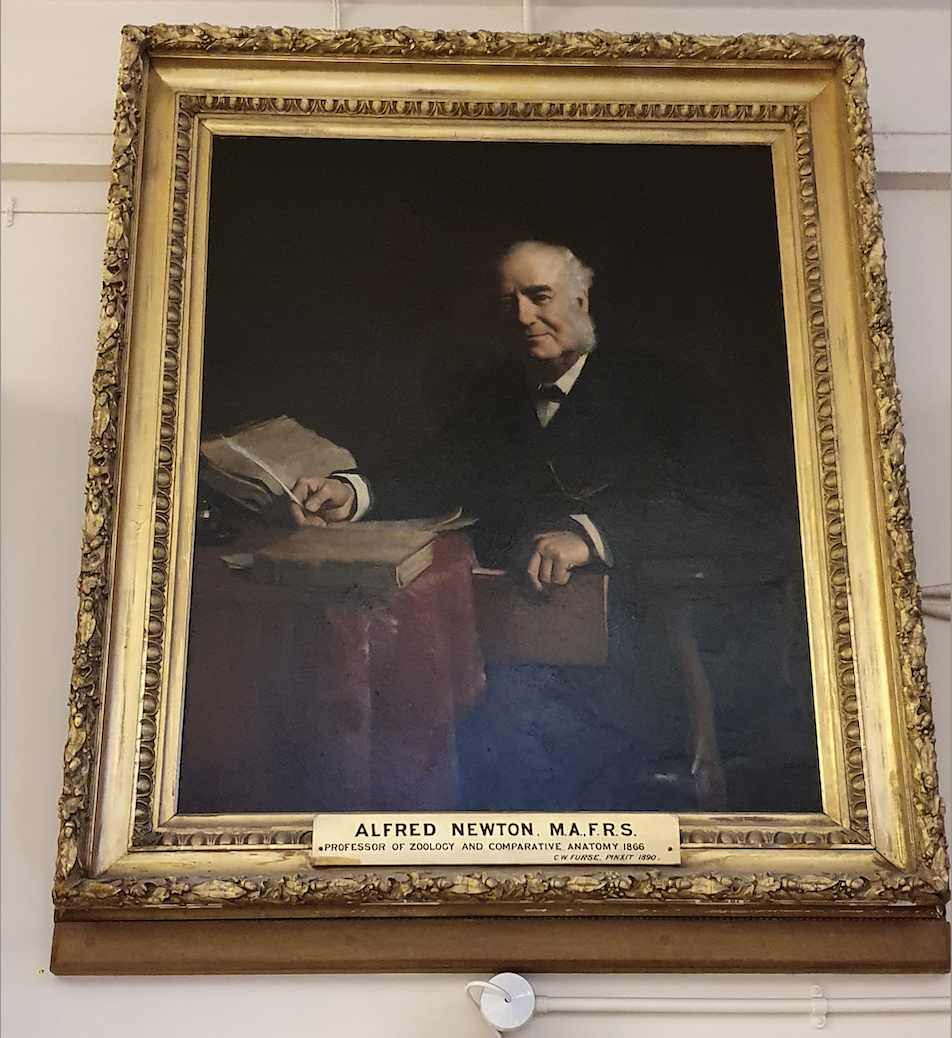
Retrato de Newton de C. W. Furse (1890) expuesto en la biblioteca del departamento de zoología de la Universidad de Cambridge

En 1854 Newton fue elegido «travelling fellow» del Magdalene College de Cambridge, donde había estudiado, y visitó muchas parte del mundo, incluyendo Laponia, Islandia, Svalbard, las Indias Occidentales y Norteamérica. En 1866 se convirtió en el primer profesor de zoología de la Universidad de Cambridge y anatomía comparada en Cambridge, un puesto en el que permaneció hasta su muerte. Su retrato siga siendo expuesto en la biblioteca del departamento de zoología de la Universidad de Cambridge. Sus servicios a la ornitología y a la zoología fueron reconocidos por la Royal Society en 1900 cuando le otorgó la medella real. 
En 1858 Newton fue uno de los fundadores de la British Ornithologists' Union. Escribió numerosos libros, incluyendo Zoology of Ancient Europe (1862), Ootheca Wolleyana (comenzado en 1864), Zoology (1872), y un Dictionary of Birds (1893-1896). Newton contribuyó con numerosos artículos a sociedades científicas, y editó The Ibis (1865-1870), el Zoological Record (1870-1872), y Yarrell's British Birds (1871-1882).
Newton dedicó cierto tiempo al estudio de las aves de las islas Mascareñas cuya población descendía por momentos. En las islas se encontraba el hermano de Newton, sir Edward Newton, que le enviaba especímenes. Estos incluían el dodo, el solitario de Rodrigues (Pezophaps solitaria), ambos extintos. En 1872 fue la primera persona en describir el Psittacula exsul que también vivía en la isla Rodrigues. Esta ave se extinguió en 1875.

## Abreviatura (zoología)
La abreviatura Newton  se emplea para indicar a Alfred Newton como autoridad en la descripción y taxonomía en zoología.